# Jan Alingh (1702-1784)
Jan Alingh (Roden, gedoopt 24 juni 1702 - Gasselte, 28 april 1784) was schulte van het schultambt Gasselte-Borger in de Nederlandse provincie Drenthe.

## Leven en werk
Alingh, zoon van Albert Alingh en Willemtje Meijering, werd al op de jeugdige leeftijd van 17 jaar op 19 maart 1720 benoemd tot schulte van Gasselte-Borger. Hij zou deze functie bijna 50 jaar tot 1769 vervullen. Vanaf 1759 was hij tevens schulte van Gasselternijveen. Hij was daarmee de eerste Alingh in de reeks schultes van Gasselte en Borger. Zijn oudste zoon Hendrik Alingh werd op 14-jarige leeftijd benoemd tot schulte van Roden. Zijn tweede zoon Albert Alingh en diens zoon Jan Alingh zouden hem in Gasselte opvolgen en een andere kleinzoon Jan Alingh zou burgemeester van Borger worden. Zijn dochter Wilhelmina trouwde met de schulte van Westerbork, Jan Tijmen Nijsingh. Na het beëindigen van het ambt van schulte was Alingh van 1771 tot 1782 ette van het dingspel Oostermoer.
Alingh was gehuwd met de uit Gieten afkomstige Roeloffien Huising. Hij overleed op 28 april 1784 en werd op 7 mei 1784 begraven aan de noordkant van het koor in de kerk van Gasselte. Zijn grafzerk is een van de twee zerken in deze kerk die bewaard zijn gebleven.
Alingh maakte deel uit van een geslacht van bestuurders in Drenthe. Ook zijn vader Albert Alingh (1676-1729) en zijn grootvader Jan Alingh (1649?-1711) waren ette voor het dingspel Oostermoer. In Gasselte herinnert de Schulte Alinghlaan aan deze invloedrijke familie in het schultambt Gasselte-Borger.